# Дора Белчева
Дора (Тодорка) Михайлова Белчева е български политик от Българската комунистическа партия (БКП). От 1963 до 1973 година е член на правителството, отговорен за леката промишленост.

## Биография
Родена е на 21 август 1921 година в град София. Дипломира се във ВИИ Карл Маркс (сега УНСС) в София. От 1935 година е член на Работническия младежки съюз (РМС), а от 1942 година - на Българската работническа партия (комунисти). През 1942 година получава смъртна присъда, заменена по-късно с 15 години затвор.
След Деветосептемврийския преврат от 1944 година Дора Белчева работи в ръководството на РМС и Димитровския съюз на народната младеж, като до 1956 година е член на неговия Централен комитет. През 1951 година е назначена за секретар на Съвета по промишлеността към Министерския съвет и остава на този пост до 1962 година. В периода 1963-1966 година е председател на Комитета на леката промишленост с ранг на министър, а след това до 1972 година е министър на леката промишленост.. Между 1966 и 1981 е член на Централния комитет на БКП.
След освобождаването си от правителството Дора Белчева е посланик на България в Дания (1972-1973) и Швеция (1972-1977). През 1978 година се пенсионира.
На 17 ноември 2013 г. умира в дома си в София на 92 години.